# European Nations Cup 2010-12
La European Nations Cup de la temporada 2010-12 fue la 39° temporada del segundo torneo en importancia de rugby en Europa, luego del Torneo de las Seis Naciones.

## División 1

### División 1A 2011
| Lugar | Selección | Partidos | Partidos | Partidos  | Partidos | Puntos  | Puntos    | Puntos | Puntos bonus | Tabla de puntos |
| Lugar | Selección | Jugados  | Ganados  | Empatados | Perdidos | A favor | En contra | dif.   | Puntos bonus | Tabla de puntos |
| ----- | --------- | -------- | -------- | --------- | -------- | ------- | --------- | ------ | ------------ | --------------- |
| 1     | Georgia   | 5        | 5        | 0         | 0        | 168     | 35        | +133   | 2            | 22              |
| 2     | Rumania   | 5        | 3        | 0         | 2        | 166     | 69        | +97    | 4            | 16              |
| 3     | Portugal  | 5        | 3        | 0         | 2        | 113     | 98        | +15    | 2            | 14              |
| 4     | Rusia     | 5        | 2        | 0         | 3        | 100     | 98        | +2     | 3            | 11              |
| 5     | España    | 5        | 2        | 0         | 3        | 92      | 175       | −83    | 2            | 10              |
| 6     | Ucrania   | 5        | 0        | 0         | 5        | 61      | 225       | −164   | 0            | 0               |

| Bandera de Georgia |
| Campeón Georgia    |
| Cuarto título      |

### División 1A 2012
| Lugar | Selección | Partidos | Partidos | Partidos  | Partidos | Puntos  | Puntos    | Puntos | Puntos bonus | Tabla de puntos |
| Lugar | Selección | Jugados  | Ganados  | Empatados | Perdidos | A favor | En contra | dif.   | Puntos bonus | Tabla de puntos |
| ----- | --------- | -------- | -------- | --------- | -------- | ------- | --------- | ------ | ------------ | --------------- |
| 1     | Georgia   | 5        | 4        | 0         | 1        | 148     | 48        | +100   | 4            | 20              |
| 2     | España    | 5        | 3        | 0         | 2        | 133     | 100       | +33    | 4            | 16              |
| 3     | Rumania   | 5        | 3        | 0         | 2        | 136     | 39        | +97    | 4            | 16              |
| 4     | Rusia     | 5        | 3        | 0         | 2        | 112     | 159       | −47    | 2            | 14              |
| 5     | Portugal  | 5        | 1        | 0         | 4        | 102     | 132       | −30    | 3            | 7               |
| 6     | Ucrania   | 5        | 1        | 0         | 4        | 63      | 216       | −153   | 1            | 5               |

| Bandera de Georgia |
| Campeón Georgia    |
| Quinto título      |

#### Temporada 2010-12
| Lugar | Selección | Partidos | Partidos | Partidos  | Partidos | Puntos  | Puntos    | Puntos | Puntos bonus | Tabla de puntos |
| Lugar | Selección | Jugados  | Ganados  | Empatados | Perdidos | A favor | En contra | dif.   | Puntos bonus | Tabla de puntos |
| ----- | --------- | -------- | -------- | --------- | -------- | ------- | --------- | ------ | ------------ | --------------- |
| 1     | Georgia   | 10       | 9        | 0         | 1        | 316     | 83        | +233   | 6            | 42              |
| 2     | Rumania   | 10       | 6        | 0         | 4        | 302     | 118       | +184   | 8            | 32              |
| 3     | España    | 10       | 5        | 0         | 5        | 225     | 275       | −50    | 6            | 26              |
| 4     | Rusia     | 10       | 5        | 0         | 5        | 212     | 257       | −45    | 5            | 25              |
| 5     | Portugal  | 10       | 4        | 0         | 6        | 215     | 230       | −15    | 5            | 21              |
| 6     | Ucrania   | 10       | 1        | 0         | 9        | 124     | 442       | −318   | 1            | 5               |

### División 1B 2010-11
| Lugar | Selección       | Partidos | Partidos | Partidos  | Partidos | Puntos  | Puntos    | Puntos | Tabla de puntos |
| Lugar | Selección       | Jugados  | Ganados  | Empatados | Perdidos | A favor | En contra | dif.   | Tabla de puntos |
| ----- | --------------- | -------- | -------- | --------- | -------- | ------- | --------- | ------ | --------------- |
| 1     | Bélgica         | 5        | 4        | 0         | 1        | 123     | 88        | +35    | 18              |
| 2     | Moldavia        | 5        | 4        | 0         | 1        | 115     | 91        | +24    | 18              |
| 3     | Polonia         | 5        | 3        | 0         | 2        | 122     | 112       | +10    | 14              |
| 4     | República Checa | 5        | 3        | 0         | 2        | 102     | 99        | +3     | 12              |
| 5     | Alemania        | 5        | 1        | 0         | 4        | 109     | 117       | −8     | 7               |
| 6     | Países Bajos    | 5        | 0        | 0         | 5        | 74      | 138       | −64    | 1               |

### División 1B 2011-12
| Lugar | Selección       | Partidos | Partidos | Partidos  | Partidos | Puntos  | Puntos    | Puntos | Tabla de puntos |
| Lugar | Selección       | Jugados  | Ganados  | Empatados | Perdidos | A favor | En contra | dif.   | Tabla de puntos |
| ----- | --------------- | -------- | -------- | --------- | -------- | ------- | --------- | ------ | --------------- |
| 1     | Bélgica         | 5        | 5        | 0         | 0        | 180     | 61        | +119   | 21              |
| 2     | Polonia         | 5        | 3        | 1         | 1        | 116     | 77        | +39    | 17              |
| 3     | Alemania        | 5        | 3        | 0         | 2        | 120     | 95        | +25    | 15              |
| 4     | República Checa | 5        | 1        | 0         | 4        | 58      | 118       | −60    | 8               |
| 5     | Moldavia        | 5        | 1        | 1         | 3        | 79      | 120       | −41    | 8               |
| 6     | Países Bajos    | 5        | 1        | 0         | 4        | 79      | 161       | −82    | 5               |

#### División 1B 2010-12
| Lugar | Selección       | Partidos | Partidos | Partidos  | Partidos | Puntos  | Puntos    | Puntos | Tabla de puntos |
| Lugar | Selección       | Jugados  | Ganados  | Empatados | Perdidos | A favor | En contra | dif.   | Tabla de puntos |
| ----- | --------------- | -------- | -------- | --------- | -------- | ------- | --------- | ------ | --------------- |
| 1     | Bélgica         | 10       | 9        | 0         | 1        | 303     | 149       | +154   | 39              |
| 2     | Polonia         | 10       | 6        | 1         | 3        | 238     | 189       | +49    | 31              |
| 3     | Moldavia        | 10       | 5        | 1         | 4        | 194     | 211       | −17    | 26              |
| 4     | Alemania        | 10       | 4        | 0         | 6        | 229     | 212       | +17    | 22              |
| 5     | República Checa | 10       | 4        | 0         | 6        | 160     | 217       | −57    | 20              |
| 6     | Países Bajos    | 10       | 1        | 0         | 9        | 153     | 299       | −146   | 6               |

## División 2

### División 2A 2010-11
| Lugar | Selección | Partidos | Partidos | Partidos  | Partidos | Puntos  | Puntos    | Puntos | Puntos bonus | Tabla de puntos |
| Lugar | Selección | Jugados  | Ganados  | Empatados | Perdidos | A favor | En contra | dif.   | Puntos bonus | Tabla de puntos |
| ----- | --------- | -------- | -------- | --------- | -------- | ------- | --------- | ------ | ------------ | --------------- |
| 1     | Suecia    | 4        | 4        | 0         | 0        | 2       | 136       | 77     | +59          | 18              |
| 2     | Lituania  | 4        | 3        | 0         | 1        | 3       | 117       | 47     | +70          | 15              |
| 3     | Letonia   | 4        | 1        | 0         | 3        | 3       | 77        | 151    | −74          | 7               |
| 4     | Malta     | 4        | 1        | 0         | 3        | 3       | 66        | 80     | −14          | 7               |
| 5     | Croacia   | 4        | 1        | 0         | 3        | 1       | 53        | 94     | −41          | 5               |

### División 2A 2011-12
| Lugar | Selección | Partidos | Partidos | Partidos  | Partidos | Puntos  | Puntos    | Puntos | Puntos bonus | Tabla de puntos |
| Lugar | Selección | Jugados  | Ganados  | Empatados | Perdidos | A favor | En contra | dif.   | Puntos bonus | Tabla de puntos |
| ----- | --------- | -------- | -------- | --------- | -------- | ------- | --------- | ------ | ------------ | --------------- |
| 1     | Malta     | 4        | 3        | 0         | 1        | 1       | 80        | 55     | +25          | 13              |
| 2     | Lituania  | 4        | 2        | 1         | 1        | 4       | 116       | 78     | +38          | 13              |
| 3     | Suecia    | 4        | 2        | 1         | 1        | 1       | 99        | 73     | +26          | 11              |
| 4     | Croacia   | 4        | 2        | 0         | 2        | 3       | 109       | 76     | +33          | 11              |
| 5     | Letonia   | 4        | 0        | 0         | 4        | 0       | 19        | 141    | −122         | 0               |

#### División 2A 2010-12
| Lugar | Selección | Partidos | Partidos | Partidos  | Partidos | Puntos  | Puntos    | Puntos | Puntos bonus | Tabla de puntos |
| Lugar | Selección | Jugados  | Ganados  | Empatados | Perdidos | A favor | En contra | dif.   | Puntos bonus | Tabla de puntos |
| ----- | --------- | -------- | -------- | --------- | -------- | ------- | --------- | ------ | ------------ | --------------- |
| 1     | Suecia    | 8        | 6        | 1         | 1        | 3       | 235       | 150    | +85          | 29              |
| 2     | Lituania  | 8        | 5        | 1         | 2        | 6       | 233       | 125    | +108         | 28              |
| 3     | Malta     | 8        | 4        | 0         | 4        | 4       | 146       | 135    | +11          | 20              |
| 4     | Croacia   | 8        | 3        | 0         | 5        | 4       | 162       | 170    | −8           | 19              |
| 5     | Letonia   | 8        | 1        | 0         | 7        | 3       | 96        | 292    | −196         | 7               |

### División 2B 2010-11
| Lugar | Selección | Partidos | Partidos | Partidos  | Partidos | Puntos  | Puntos    | Puntos | Puntos bonus | Tabla de puntos |
| Lugar | Selección | Jugados  | Ganados  | Empatados | Perdidos | A favor | En contra | dif.   | Puntos bonus | Tabla de puntos |
| ----- | --------- | -------- | -------- | --------- | -------- | ------- | --------- | ------ | ------------ | --------------- |
| 1     | Suiza     | 4        | 3        | 0         | 1        | 3       | 94        | 37     | +57          | 15              |
| 2     | Andorra   | 4        | 3        | 0         | 1        | 3       | 98        | 53     | +45          | 15              |
| 3     | Eslovenia | 4        | 2        | 0         | 2        | 1       | 75        | 58     | +17          | 9               |
| 4     | Serbia    | 4        | 2        | 0         | 2        | 1       | 71        | 90     | −19          | 9               |
| 5     | Armenia   | 0        | 0        | 0         | 4        | 0       | 0         | 100    | −100         | 0               |

### División 2B 2011-12
| Lugar | Selección | Partidos | Partidos | Partidos  | Partidos | Puntos  | Puntos    | Puntos | Puntos bonus | Tabla de puntos |
| Lugar | Selección | Jugados  | Ganados  | Empatados | Perdidos | A favor | En contra | dif.   | Puntos bonus | Tabla de puntos |
| ----- | --------- | -------- | -------- | --------- | -------- | ------- | --------- | ------ | ------------ | --------------- |
| 1     | Suiza     | 4        | 4        | 0         | 0        | 3       | 159       | 40     | +119         | 19              |
| 2     | Andorra   | 4        | 3        | 0         | 1        | 2       | 70        | 35     | +35          | 14              |
| 3     | Serbia    | 4        | 2        | 0         | 2        | 3       | 103       | 36     | +67          | 11              |
| 4     | Eslovenia | 4        | 1        | 0         | 3        | 1       | 31        | 152    | −121         | 5               |
| 5     | Armenia   | 4        | 0        | 0         | 4        | 0       | 0         | 100    | −100         | 0               |

#### División 2B 2010-12
| Lugar | Selección | Partidos | Partidos | Partidos  | Partidos | Puntos  | Puntos    | Puntos | Puntos bonus | Tabla de puntos |
| Lugar | Selección | Jugados  | Ganados  | Empatados | Perdidos | A favor | En contra | dif.   | Puntos bonus | Tabla de puntos |
| ----- | --------- | -------- | -------- | --------- | -------- | ------- | --------- | ------ | ------------ | --------------- |
| 1     | Suiza     | 8        | 7        | 0         | 1        | 6       | 253       | 77     | +176         | 34              |
| 2     | Andorra   | 8        | 6        | 0         | 2        | 5       | 168       | 88     | +80          | 29              |
| 3     | Serbia    | 8        | 4        | 0         | 4        | 4       | 174       | 126    | +48          | 20              |
| 4     | Eslovenia | 8        | 3        | 0         | 5        | 2       | 106       | 210    | −104         | 14              |
| 5     | Armenia   | 8        | 0        | 0         | 8        | 0       | 0         | 200    | −200         | 0               |

### División 2C 2010-11
| Lugar | Selección | Partidos | Partidos | Partidos  | Partidos | Puntos  | Puntos    | Puntos | Puntos bonus | Tabla de puntos |
| Lugar | Selección | Jugados  | Ganados  | Empatados | Perdidos | A favor | En contra | dif.   | Puntos bonus | Tabla de puntos |
| ----- | --------- | -------- | -------- | --------- | -------- | ------- | --------- | ------ | ------------ | --------------- |
| 1     | Israel    | 4        | 3        | 0         | 1        | 0       | 77        | 55     | +22          | 12              |
| 2     | Dinamarca | 4        | 2        | 1         | 1        | 1       | 78        | 76     | +2           | 11              |
| 3     | Hungría   | 4        | 2        | 0         | 2        | 2       | 77        | 65     | +12          | 10              |
| 4     | Austria   | 4        | 2        | 0         | 2        | 1       | 65        | 67     | −2           | 9               |
| 5     | Noruega   | 4        | 0        | 1         | 3        | 1       | 31        | 65     | −34          | 3               |

### División 2C 2011-12
| Lugar | Selección | Partidos | Partidos | Partidos  | Partidos | Puntos  | Puntos    | Puntos | Puntos bonus | Tabla de puntos |
| Lugar | Selección | Jugados  | Ganados  | Empatados | Perdidos | A favor | En contra | dif.   | Puntos bonus | Tabla de puntos |
| ----- | --------- | -------- | -------- | --------- | -------- | ------- | --------- | ------ | ------------ | --------------- |
| 1     | Israel    | 4        | 4        | 0         | 0        | 2       | 109       | 42     | +67          | 18              |
| 2     | Dinamarca | 4        | 3        | 0         | 1        | 0       | 77        | 55     | +22          | 12              |
| 3     | Austria   | 4        | 1        | 0         | 3        | 4       | 92        | 74     | +18          | 8               |
| 4     | Hungría   | 4        | 1        | 0         | 3        | 0       | 53        | 117    | −64          | 4               |
| 5     | Noruega   | 4        | 1        | 0         | 3        | 0       | 41        | 84     | −43          | 4               |

#### División 2C 2010-12
| Lugar | Selección | Partidos | Partidos | Partidos  | Partidos | Puntos  | Puntos    | Puntos | Puntos bonus | Tabla de puntos |
| Lugar | Selección | Jugados  | Ganados  | Empatados | Perdidos | A favor | En contra | dif.   | Puntos bonus | Tabla de puntos |
| ----- | --------- | -------- | -------- | --------- | -------- | ------- | --------- | ------ | ------------ | --------------- |
| 1     | Israel    | 8        | 7        | 0         | 1        | 2       | 186       | 97     | +89          | 30              |
| 2     | Dinamarca | 8        | 5        | 1         | 2        | 1       | 155       | 131    | +24          | 23              |
| 3     | Austria   | 8        | 3        | 0         | 5        | 5       | 157       | 141    | +16          | 17              |
| 4     | Hungría   | 8        | 3        | 0         | 5        | 2       | 130       | 182    | −52          | 14              |
| 5     | Noruega   | 8        | 1        | 1         | 6        | 1       | 72        | 149    | −77          | 7               |

### División 2D 2010-11
| Lugar | Selección  | Partidos | Partidos | Partidos  | Partidos | Puntos  | Puntos    | Puntos | Puntos bonus | Tabla de puntos |
| Lugar | Selección  | Jugados  | Ganados  | Empatados | Perdidos | A favor | En contra | dif.   | Puntos bonus | Tabla de puntos |
| ----- | ---------- | -------- | -------- | --------- | -------- | ------- | --------- | ------ | ------------ | --------------- |
| 1     | Chipre     | 4        | 4        | 0         | 0        | 4       | 208       | 31     | +177         | 20              |
| 2     | Bulgaria   | 4        | 3        | 0         | 1        | 0       | 63        | 95     | −32          | 13              |
| 3     | Grecia     | 4        | 1        | 0         | 3        | 3       | 72        | 87     | −15          | 7               |
| 4     | Finlandia  | 4        | 1        | 0         | 3        | 1       | 41        | 107    | −66          | 5               |
| 5     | Luxemburgo | 4        | 1        | 0         | 3        | 0       | 44        | 108    | −64          | 4               |

### División 2D 2011-12
| Lugar | Selección  | Partidos | Partidos | Partidos  | Partidos | Puntos  | Puntos    | Puntos | Puntos bonus | Tabla de puntos |
| Lugar | Selección  | Jugados  | Ganados  | Empatados | Perdidos | A favor | En contra | dif.   | Puntos bonus | Tabla de puntos |
| ----- | ---------- | -------- | -------- | --------- | -------- | ------- | --------- | ------ | ------------ | --------------- |
| 1     | Chipre     | 4        | 4        | 0         | 0        | 4       | 266       | 20     | +246         | 20              |
| 2     | Grecia     | 4        | 2        | 0         | 2        | 2       | 76        | 100    | −24          | 10              |
| 3     | Bulgaria   | 4        | 2        | 0         | 2        | 0       | 55        | 181    | −126         | 9               |
| 4     | Luxemburgo | 4        | 2        | 0         | 2        | 1       | 64        | 78     | −14          | 9               |
| 5     | Finlandia  | 4        | 0        | 0         | 4        | 0       | 38        | 120    | −82          | 2               |

#### División 2D 2010-12
| Lugar | Selección  | Partidos | Partidos | Partidos  | Partidos | Puntos  | Puntos    | Puntos | Puntos bonus | Tabla de puntos |
| Lugar | Selección  | Jugados  | Ganados  | Empatados | Perdidos | A favor | En contra | dif.   | Puntos bonus | Tabla de puntos |
| ----- | ---------- | -------- | -------- | --------- | -------- | ------- | --------- | ------ | ------------ | --------------- |
| 1     | Chipre     | 8        | 8        | 0         | 0        | 8       | 466       | 51     | +405         | 40              |
| 2     | Bulgaria   | 8        | 5        | 0         | 3        | 1       | 118       | 276    | −158         | 21              |
| 3     | Grecia     | 8        | 3        | 0         | 5        | 5       | 148       | 187    | −39          | 17              |
| 4     | Luxemburgo | 8        | 3        | 0         | 5        | 1       | 108       | 186    | −78          | 13              |
| 5     | Finlandia  | 8        | 1        | 0         | 7        | 3       | 79        | 227    | −148         | 7               |

## División 3

#### División 3A 2010-12
| Lugar | Selección            | Partidos | Partidos | Partidos  | Partidos | Puntos  | Puntos    | Puntos | Tabla de puntos |
| Lugar | Selección            | Jugados  | Ganados  | Empatados | Perdidos | A favor | En contra | dif.   | Tabla de puntos |
| ----- | -------------------- | -------- | -------- | --------- | -------- | ------- | --------- | ------ | --------------- |
| 1     | Bosnia y Herzegovina | 3        | 3        | 0         | 0        | 131     | 53        | +78    | 15              |
| 2     | Eslovaquia           | 3        | 1        | 0         | 2        | 61      | 98        | −37    | 5               |
| 3     | Azerbaiyán           | 2        | 0        | 0         | 2        | 22      | 63        | −41    | 0               |